# Baranów (Lublino)
Baranów è un comune rurale polacco del distretto di Puławy, nel voivodato di Lublino.
Ricopre una superficie di 85,03 km² e nel 2004 contava 4 241 abitanti.